# Ґільям (округ, Орегон)
Шаблон:StateAbbr_ 45°23′ пн. ш. 120°13′ зх. д. / 45.38° пн. ш. 120.21° зх. д.
Округ  Ґільям (англ. Gilliam County) — округ (графство) у штаті  Орегон, США. Ідентифікатор округу 41021.

## Історія
Округ утворений 1885 року.

## Демографія
За даними перепису 
2000 року 
загальне населення округу становило 1915 осіб, усе сільське.
Серед мешканців округу чоловіків було 968, а жінок — 947. В окрузі було 819 домогосподарств, 544 родин, які мешкали в 1043 будинках.
Середній розмір родини становив 2,85.
Віковий розподіл населення поданий у таблиці:
| Стать    | До 15 років | 15-21 | 22-29 | 30-39 | 40-49 | 50-65 | 65-85 | Понад 85 |
| -------- | ----------- | ----- | ----- | ----- | ----- | ----- | ----- | -------- |
| Чоловіки | 197         | 86    | 56    | 116   | 170   | 177   | 148   | 18       |
| Жінки    | 154         | 68    | 71    | 114   | 164   | 177   | 170   | 29       |

## Суміжні округи
- Клікітат, Вашингтон — північ
- Марроу — схід
- Вілер — південь
- Васко — південний захід
- Шерман — захід

## Виноски
1. ↑  U.S. Decennial Census. United States Census Bureau. Архів оригіналу за 26 квітня 2015. Процитовано 25 лютого 2015.
2. ↑  Historical Census Browser. University of Virginia Library. Архів оригіналу за 11 серпня 2012. Процитовано 25 лютого 2015.
3. ↑  Forstall, Richard L., ред. (27 березня 1995). Population of Counties by Decennial Census: 1900 to 1990. United States Census Bureau. Архів оригіналу за 19 лютого 2015. Процитовано 25 лютого 2015.
4. ↑  Census 2000 PHC-T-4. Ranking Tables for Counties: 1990 and 2000 (PDF). United States Census Bureau. 2 квітня 2001. Архів оригіналу (PDF) за 18 грудня 2014. Процитовано 25 лютого 2015.
5. ↑  State & County QuickFacts. United States Census Bureau. Архів оригіналу за 20 червня 2011. Процитовано 15 листопада 2013. [Архівовано 2011-06-20 у Wayback Machine.](англ.) Наведено за англійською вікіпедією.
6. ↑  American FactFinder. Бюро перепису населення США. Архів оригіналу за 26 лютого 2012. Процитовано 31 січня 2008. [Архівовано 2008-05-21 у Wayback Machine.]

| США | Це незавершена стаття з географії США. Ви можете допомогти проєкту, виправивши або дописавши її. |